# Gospodarka Izraela
Izrael jest krajem kapitalistycznym, uznawanym za wysoko rozwinięty. Podkreślany jest nieraz fakt, że dzieje się tak mimo złych stosunków z sąsiednimi państwami arabskimi oraz okupacji ziem palestyńskich, jednak należy tu podkreślić silne związki gospodarcze Izraela ze Stanami Zjednoczonymi i krajami Unii Europejskiej. W Izraelu zainwestowali swój kapitał m.in. amerykańscy miliarderzy Bill Gates, Warren Buffett i Donald Trump.
Od 21 kwietnia 1995 Izrael jest członkiem Światowej Organizacji Handlu.
Pomoc ekonomiczna Stanów Zjednoczonych uznawana jest często za kluczową dla gospodarki Izraela. W latach 1962–2007 państwo to otrzymało od rządu USA ok. 100 mld USD. Około 67 mld zostało przeznaczone na pomoc wojskową, natomiast ok. 33 mld na pomoc gospodarczą.
Izrael jest uznawany za kraj przodujący w produkcji oprogramowania komputerowego. W 1998 amerykański tygodnik Newsweek nazwał Tel Awiw jednym z najbardziej rozwiniętych technologicznie miast świata.
Równocześnie problemem Izraela jest znaczne rozwarstwienie majątkowe. Jak podaje raport izraelskiej organizacji pozarządowej Meals4Israel, jedna czwarta Izraelczyków pozostaje zagrożona nędzą. Jedna piąta z nich ma myśli samobójcze. Wyraźny jak na państwo o wysokim PKB jest problem głodu oraz śmierci z braku możliwości opłacenia fachowej pomocy medycznej. Kolejnym problemem jest bezrobocie oraz niskie płace części pracowników, niewystarczające do pełnego zaspokojenia ich potrzeb życiowych. Wpływa na to m.in. upowszechnienie umów o pracę na czas określony (w latach 2006–2009 o 50% spadła liczba umów o pracę na czas nieokreślony, zaś liczba umów o pracę na czas określony wzrosła o 123%), jak też zatrudnienia w niepełnym wymiarze.

## Trendy makroekonomiczne
| Rok  | PKB (mln NIS) |
| ---- | ------------- |
| 1965 | 1             |
| 1970 | 2             |
| 1975 | 8             |
| 1980 | 111           |
| 1985 | 28 437        |
| 1990 | 106 475       |
| 1995 | 269 718       |
| 2000 | 470 732       |
| 2005 | 580 000       |

1983 był rokiem głębokiego kryzysu gospodarczego. Jednak już w 1985 wprowadzono połączony z rozległymi reformami strukturalnymi plan stabilizacyjny, którego cele uznano za satysfakcjonująco zrealizowane.
Na trajektorię gospodarki izraelskiej w olbrzymim stopniu wpłynęła potężna fala żydowskich imigrantów, którzy w latach 90. XX wieku napłynęli do Izraela z krajów byłego ZSRR. W ten sposób liczba ludności Izraela w krótkim czasie wzrosła o 1 mln mieszkańców. Trzeba było zapewnić im mieszkania, miejsca pracy i opiekę zdrowotną.
Wysokie wykształcenie części imigrantów uznano nieraz za bardzo korzystny impuls dla gospodarki Izraela.
Drugim impulsem pobudzającym gospodarkę był proces negocjacyjny, nazywany procesem pokojowym, który rozpoczął się w 1991 i owocował zawarciem porozumień z Palestyńczykami (1993) oraz z Jordanią (1994). Proces ten przełamał gospodarczą izolację Izraela i umożliwił znaczący wzrost przepływu kapitałów między Izraelem a sąsiednimi krajami arabskimi. Otworzył także nowe rynki zbytu dla izraelskich eksporterów.
Obraz stabilizacji politycznej na Bliskim Wschodzie sprzyjał napływowi zagranicznych inwestycji do Izraela. Wiele lokalnych przedsiębiorstw zaczęło specjalizować się w najnowszych technologiach, wchodząc na światowe giełdy i uzyskując tam wysokie wyniki ekonomiczne oraz pozyskując w ten sposób środki finansowe na kolejne inwestycje. Izraelskie spółki są wysoko notowane na amerykańskiej giełdzie (New York Stock Exchange).
Najważniejszym partnerem handlowym Izraela pozostają Stany Zjednoczone. Wartość obrotów handlowych w 1997 osiągnęła 12,6 mld USD. Stany Zjednoczone eksportują do Izraela głównie komputery, części lotnicze i różny sprzęt wojskowy. Izrael eksportuje do Stanów Zjednoczonych diamenty, brylanty, urządzenia precyzyjne i telekomunikacyjne.
W 2000 izraelski parlament przyjął ustawę dotyczącą redukcji deficytu budżetowego w stosunku do PKB oraz zmniejszenia długu wewnętrznego. W efekcie deficyt budżetowy jako procent PKB zmniejszył się z 51,7% w 1990 do 47,3% w roku 2000. Planowany deficyt na 2003 wynosił 3%, z intencją obniżania go o 0,5% rocznie, aż do osiągnięcia poziomu 1% PKB w 2007. Poziom długu wewnętrznego jest porównywalny do krajów europejskich. Izrael uznawany jest dotąd za kraj stabilny makroekonomicznie, co sprzyja napływowi sektora prywatnego, funkcjonującego w środowisku, które odbiera za przewidywalne ekonomicznie.
W 2005 roku produkt krajowy brutto wzrósł o 5,2%. Był to największy wzrost od pięciu lat, dużo wyższy od przewidywanego przez Bank Izraela. Dla porównania średnia wzrostu PKB krajów członkowskich OECD wyniosła w 2005 roku 2,7%. W szczegółach: USA wzrost 3,6%, Hiszpania wzrost 3,4%, Kanada wzrost 3%. Część ekonomistów dostrzegła w tym wyraźny dowód rozwoju gospodarki Izraela.
Centralne Biuro Statystyki poinformowało, że w 2005 roku nastąpił wzrost populacji Izraela o 1,8%. W ten sposób wzrost PKB liczony na osobę wyniósł 3,3% (80 100 USD lub 17 800 NIS na osobę).
Produkcja handlowa w 2005 roku wzrosła o 3,8%, a sektor usług uzyskał wzrost o 6–9%. Równocześnie nastąpiło pogorszenie się sytuacji finansowej sektora budowlanego. Wydajność pracownika w sektorze handlowym wzrosła w 2005 roku o 2,8%.
Deficyt budżetu zmalał w 2005 r. o ponad połowę i wyniósł 2,1% (4,3% w 2004 r.). Wynik ten przypisuje się reformom na rynku pracy, rynku kapitałowym, w portach i innych. Równocześnie wzrosły wydatki publiczne o 2,7%. Znaczna część tego wzrostu wydatków stanowiła konsekwencję likwidacji żydowskich osiedli i budowy „bariery bezpieczeństwa” na Zachodnim Brzegu. Nastąpił wzrost wydatków na bezpieczeństwo państwowe o 5,5%. Osobiste wydatki wzrosły w 2005 roku o 1,5%, przy czym wydatki na konsumpcję wzrosły o 4%.
Eksport usług i towarów w 2005 roku wzrósł o 7% (bez rynku diamentów i nowo tworzonych przedsiębiorstw o 8,3%). Gwałtownie wzrosły zagraniczne inwestycje w Izraelu. Duży wzrost przychodów notuje się także w branży turystycznej.
Duże znaczenie dla gospodarki Izraela ma zagraniczna pomoc materialna: darowizny osób pochodzenia żydowskiego i organizacji żydowskich, reparacje wojenne z Niemiec, subwencje ze Stanów Zjednoczonych. Bezpośrednie inwestycje zagraniczne w Izraelu są wysokie w porównaniu z innymi krajami uprzemysłowionymi. W pierwszych pięciu miesiącach 2003, portfolio inwestycyjne w akcjach TASE (Giełda w Tel Awiwie) wzrosło do 1 biliona USD. Zanotowano także wzrost udziałów zagranicznych w izraelskich przedsiębiorstwach, oraz zwiększenie dofinansowania nowo zakładanych przedsiębiorstw (startupów) przez zagranicznych inwestorów.
Wysoki i rosnący udział w gospodarce ma turystyka. Turystów przyciągają przede wszystkim miejsca kultu religijnego, zabytki kultury starożytnej i zróżnicowane warunki naturalne. Obecnie w Izraelu kładzie się duży nacisk na zainteresowanie cudzoziemców również innymi regionami kraju, jak pustynia Negew, na której powstały liczne luksusowe hotele, czy okolice Ejlatu nad Morzem Czerwonym, reklamowane jako atrakcyjne dla rekreacji. Do przyciągnięcia turystów wykorzystuje się również wody Morza Martwego, proponując liczne pobyty kuracyjne i odmładzające.

### Kryzys 2008–2009
Globalny kryzys finansowy dotarł również do Izraela, gospodarce zagroziła najgorsza od powstania państwa w 1948 r. recesja.

## Przemysł

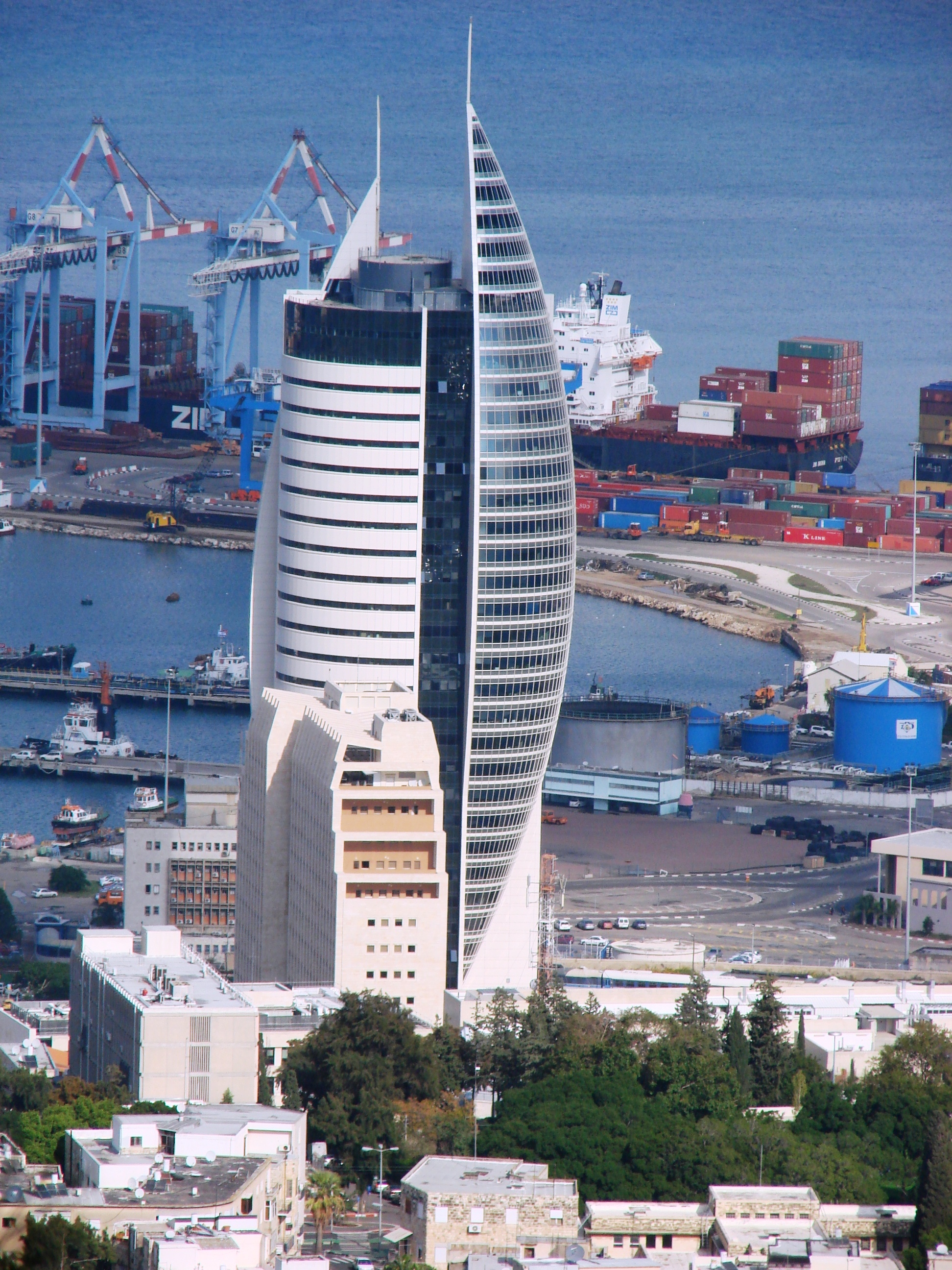
Widok na port w Hajfie

Izrael jest światowym liderem w produkcji uzbrojenia i sprzętu wojskowego. Liczne przedsiębiorstwa wyspecjalizowały się w realizacji projektów nowoczesnych technologii (w zakresie lotnictwa, komunikacji, oprogramowania i sprzętu komputerowego, elektroniki medycznej i optyki). Miasto Bat Jam jest głównym ośrodkiem przemysłu poligraficznego. Większość przedsiębiorstw przemysłowych jest w rękach prywatnych. Największymi ośrodkami przemysłowymi kraju są Hajfa, Tel Awiw-Jafa, Beer Szewa, Petach Tikwa i Aszkelon, w których skoncentrowanych jest ponad 50% produkcji przemysłu przetwórczego.
W Izraelu rozwinięto najnowocześniejszy przemysł chemiczny i przemysł paliwowo-energetyczny. Z wód Morza Martwego eksploatuje się sole potasowe i bromowe; z doliny Arawa – rudy miedzi, zaś fosforyt i gips z Negewu. Przemysł przetwórczy wysoce wyspecjalizowany, o dużym zapleczu naukowo-badawczym.
Izrael zajmuje pierwsze miejsce w świecie w obróbce importowanych diamentów.
Wzrost produkcji przemysłowej: 4,8% (2005)
Produkuje się głównie: wyroby chemiczne, produkty rafinacji ropy naftowej, maszyny, instrumenty precyzyjne, wysoko rozwinięte technologie, wyroby tekstylne, ubiory gotowe, opony, obróbka diamentów, środki transportu, papier, wyroby skórzane.
Energia elektryczna wytwarzana jest w elektrowniach naftowych i słonecznych.
Produkcja energii elektrycznej: 48,7 mld kWh (2006)
Zużycie energii elektrycznej: 44,74 mld kWh (2006)
Eksport energii elektrycznej: 1,844 mld kWh (2006)
Import energii elektrycznej: 0,00 kWh (2007)

## Ważniejsze surowce i wyroby przemysłowe
Izrael posiada niewielkie zasoby surowców mineralnych. Na wyżynie Negew wydobywa się fosforyty (w 1990 było 1,1 mln ton w przeliczeniu na czysty składnik). Nad Morzem Martwym wydobywa się sole potasowe (1,3 mln ton) i sól kamienną. Poza tym: potas, brom, ropa naftowa i gaz ziemny.
Wydobycie ropy naftowej: 5966 baryłek/dzień (2007)
Konsumpcja ropy naftowej: 232 300 baryłek/dzień (2006)
Rezerwy ropy naftowej: 1,94 mln baryłek (2008)
Wydobycie gazu ziemnego: 2,35 mld m³ (2006)
Konsumpcja gazu ziemnego: 2,27 mld m³ (2006)

## Rolnictwo

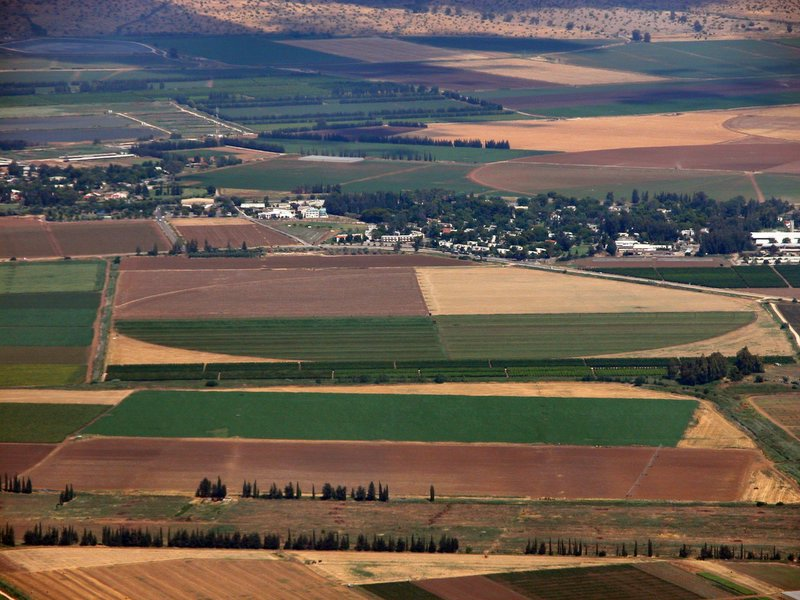
Rolnictwo w Izraelu

Bardzo wysoki poziom rolnictwa (rolnictwo w kibucach należy do najnowocześniejszych w świecie). Pracuje w nim 3% ludności czynnej zawodowo, wytwarzając tylko 4,5% PKB. W kraju istnieje około 52 tys. gospodarstw rolnych. Przeważają gospodarstwa małe (od 1 ha do 5 ha), indywidualne (84%), kolektywne kibuce zajmują tylko 1,4% powierzchni uprawnej, ale skupiają w swoich rękach aż 50% ziem nawadnianych i 31% upraw suchych. Kibuce to wspólnoty wiejskie, które działając na zasadzie kolektywnej własności środków produkcji (z wyjątkiem ziemi), wspólnej pracy członków i solidarnej odpowiedzialności materialnej, wytwarzają około 40% produkcji rolnej. Moszawy to zrzeszenia indywidualnych rolników, w których zakup środków produkcji i sprzedaż płodów rolnych prowadzi się wspólnie. Ziemia użytkowana przez członków kibuców, jak i moszaw jest własnością państwa.
Powstanie tak nowoczesnego rolnictwa nie byłoby możliwe bez skutecznego sztucznego nawadniania. Systemy irygacyjne sterowane są komputerowo. Nawadnia się prawie wszystkie rodzaje użytków: pola uprawne i miejskie tereny zielone, a także liczne oazy na pustyni Negew, w których uprawia się palmy daktylowe oraz warzywa i owoce. Na ich terenie jest dużo zielonej roślinności, rozwijającej się dzięki słodkiej wodzie doprowadzonej rurociągami aż z Jeziora Tyberiadzkiego. Wysoko rozwinięte sadownictwo. Produkcja żywności pokrywa zapotrzebowanie krajowe.
Rozwinięte rybołówstwo, przybrzeżne i dalekomorskie połowy ryb. Główne bazy rybackie to: Hajfa i Akka.
Użycie ziemi:
- ziemie uprawne 20,4%
- łąki i pastwiska 39,5%
- lasy 6%
- pozostałe grunty i nieużytki 34,1%

Ważniejsze produkty rolne i hodowlane:
winogrona, owoce cytrusowe, banany, awokado, oliwki, tytoń, warzywa, bawełna, pszenica, jęczmień, ziemniaki, orzeszki ziemne; owce, kozy, bydło, drób, wielbłądy.

## Eksport
Towary eksportowe: owoce cytrusowe świeże i soki, wyroby tekstylne, wina i likiery, słodycze, diamenty szlifowane, brylanty, chemikalia, pojazdy, opony, urządzenia wojskowe i broń, aparatura medyczna, oprogramowanie komputerowe, układy scalone.

### Najważniejsi partnerzy eksportowi

#### 2006
- USA 38,4%
- Belgia 6,5%
- Hongkong 5,9%

#### 2022
Źródło: 
1. USA (20,3 mld USD)
2. Chiny (5,53 mld USD)
3. Palestyna (4,6 mld USD)
4. Irlandia (3,86 mld USD)
5. Wielka Brytania (3,18 mld USD)

### Wartość eksportu według lat
- 2008: 54,16 mld USD
- 2017: 61,3 mld USD[8]
- 2022: 76,9 mld USD, w tym[8]
  - Diamenty warte 10,5 mld USD
  - Układy scalone warte 7,73 mld USD
  - Rafinowane produkty naftowe warte 4,08 mld USD
  - Urządzenia medyczne warte 2,51 mld USD
  - Nawozy potasowe warte 2,31 mld USD

## Import
Wartość importu w 2008: 62,52 mld USD
Towary importowe: Diamenty, kotły, maszyny, urządzenia elektryczne, żelazo i stal, pojazdy, chemikalia, ropa naftowa.
Najważniejsi partnerzy importowi (dane z 2006):
- USA 13,9%
- Belgia 7,9%
- Niemcy 6,2%
- Chiny 6,1%
- Szwajcaria 5,1%
- Wielka Brytania 4,7%
- Włochy 4,1%

## Transport
Ważniejsze porty morskie:
- Hajfa
- Aszdod
- Ejlat

Ważniejsze porty lotnicze:

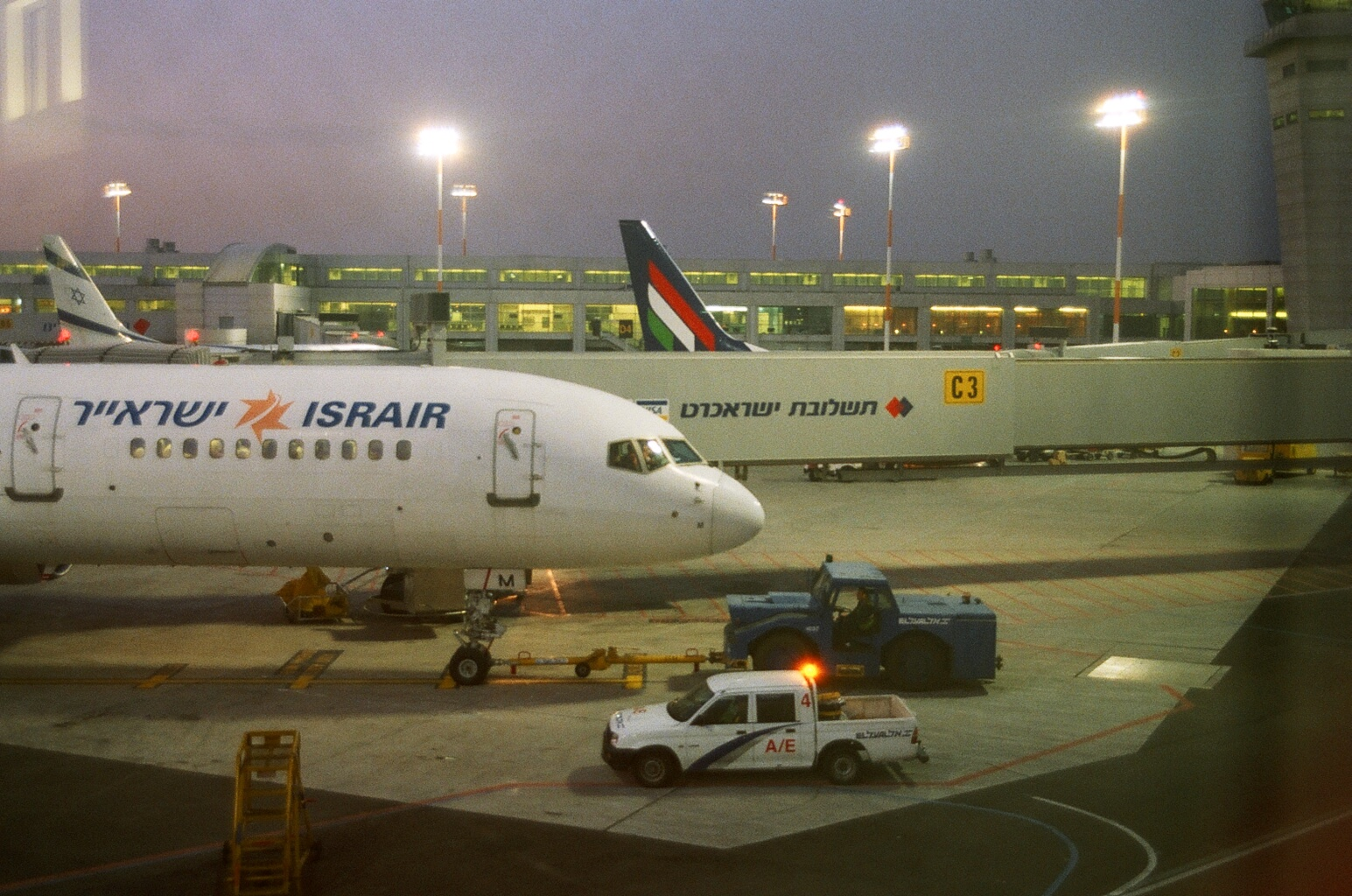
Port lotniczy w Izraelu

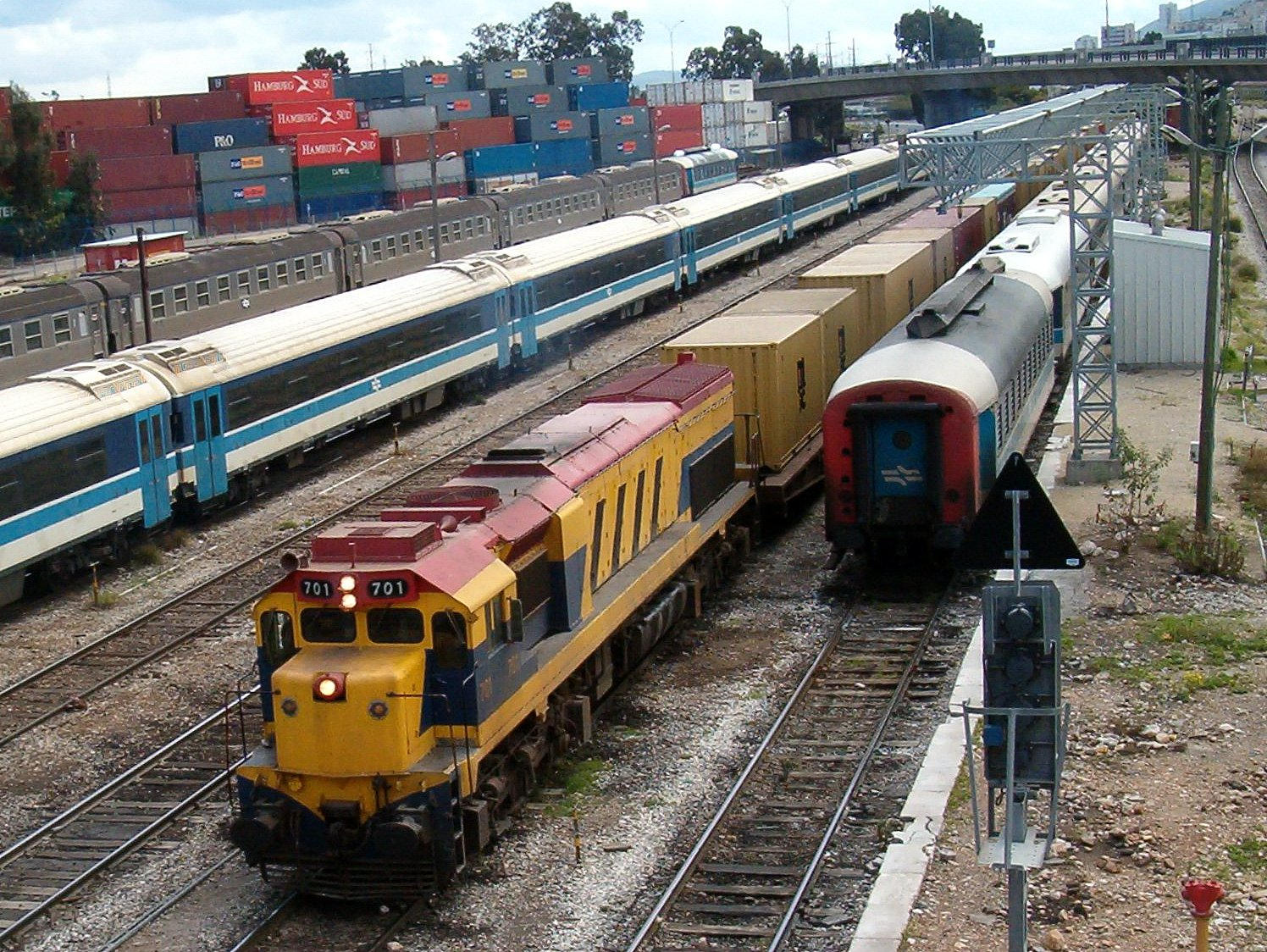
Transport kolejowy w Izraelu

- międzynarodowy port lotniczy imienia Ben Guriona w Tel Awiwie – jest to główny port lotniczy Izraela, położony w połowie drogi pomiędzy Jerozolimą a Tel Awiwem.
- międzynarodowy port lotniczy Owda jest położony około 60 km na północ od Ejlatu, na południu Izraela.
- port lotniczy Beer Szewa położony w mieście Beer Szewa na pustyni Negew.
- port lotniczy Ejlat położony w mieście Ejlat na południu kraju.
- port lotniczy Hajfa położony w mieście Hajfa.
- port lotniczy Herclijja położony w mieście Herclijja.
- port lotniczy Atarot oficjalnie nazywany międzynarodowym portem lotniczym Jerozolimy.
- port lotniczy Kirjat Szemona położony przy mieście Kirjat Szemona.
- port lotniczy Rosz Pina położony przy mieście Rosz Pina.

Izraelskie linie lotnicze:
- El Al Israel Airlines
- Arkia Israeli Airlines
- Israir Airlines
- Tamir Airways
- Sun d’Or International Airlines
- CAL Cargo Air Lines

## Prawa pracownicze w Izraelu
Przewidziany prawem miesięczny czas pracy wynosi 186 godzin, poza sektorem budowlanym, w którym jest to 211 godzin. Pracownik posiada prawo do 36 godzin nieprzerwanego wypoczynku w każdym tygodniu, przy czym dni tygodnia, w którym on przypada, zależą od wyznawanej przez pracownika religii.
Pracownikowi przysługuje od 14 do 21 dni płatnego urlopu w roku, w zależności od lat pracy przepracowanych u tego samego pracodawcy. Nie istnieje ścisły obowiązek urlopowy, natomiast za przepracowany dzień urlopu obowiązuje stawka godzinowa w wysokości 150% stawki podstawowej.
Podstawowy dzień pracy wynosi 9 godzin w wypadku 5-dniowego tygodnia pracy oraz 8 godzin w wypadku 6-dniowego tygodnia pracy. Stawka godzinowa za dwie pierwsze przepracowane nadgodziny danego dnia wynosi 125% stawki podstawowej, za każdą kolejną przepracowaną godzinę – 150% stawki podstawowej.
Robotnicy niebędący obywatelami Izraela posiadają oficjalnie zagwarantowane takie same prawa jak robotnicy izraelscy. Jednakże udokumentowano szereg przypadków drastycznego wyzysku robotników palestyńskich (którzy potrzebują specjalnego zezwolenia na pracę), szczególnie w koloniach żydowskich na Zachodnim Brzegu. Pracodawcy nie zapewniali im wymaganej opieki medycznej, a wypłacane płace były niższe niż przewidziana prawem izraelskim płaca minimalna. Pracownicy nie otrzymywali wreszcie dodatków za nadgodziny. Pracowali w uwłaczających warunkach sanitarnych.
Opisywane były również nadużycia wobec robotników sezonowych spoza historycznej Palestyny, którzy całymi miesiącami nie otrzymywali wynagrodzenia, pracowali w warunkach na pół niewolniczych i byli zastraszani deportacją. Walce o elementarne prawa pracownicze nie sprzyjają w takich wypadkach obowiązujące w Izraelu obostrzone regulacje wizowe. Wydalony z pracy robotnik staje się nieraz automatycznie zagrożony deportacją.
W 2006 r. w Izraelu pracowało około 200 tys. zagranicznych robotników sezonowych, głównie z Turcji, Filipin i Europy Wschodniej. Zastąpili oni na izraelskim rynku pracy w olbrzymim stopniu wypartych z niego Palestyńczyków. Około połowa z nich zatrudniona była nielegalnie, corocznie dochodziło do 5000 deportacji.
W marcu 2006 jeden z sędziów izraelskiego Sądu Najwyższego określił warunki, w jakich pracowali imigranci zarobkowi, często zatrudnieni przez agencje pracy tymczasowej, jako „formę nowożytnego niewolnictwa”.
Warunki, w jakich pracują robotnicy palestyńscy i inni robotnicy niebędący obywatelami Izraela, uznaje się nieraz za równoznaczne z zaistnieniem dumpingu socjalnego, co stwarza zagrożenie także dla praw pracowniczych samych obywateli Izraela.